# Nino Maisuradze
Nino Maisuradze (en georgiano: ნინო მაისურაძე; Tiflis, RSS de Georgia; 13 de junio de 1982) es una ajedrecista francesa de ascendencia georgiana. La FIDE le concedió el título de Gran Maestra en 2009. Maisuradze ha sido dos veces campeona de Francia de ajedrez femenino. Está casada con el Gran Maestro brasileño Alexandr Fier.

## Trayectoria profesional
Maisuradze recibió el título de Gran Maestra Internacional (WGM) en 2009 tras ganar competiciones internacionales en Croacia y Francia.
Ganó el campeonato francés de ajedrez clásico femenino en 2013 y 2014. También ganó el campeonato francés de ajedrez rápido femenino en 2016 y 2018.
Se quedó con el título de Campeona Femenina de los países francófonos en 2017 y 2018.
Maisuradze ganó una medalla de oro individual en el primer tablero de la Copa Mitropa femenina en 2010 (Suiza).
También fue subcampeona femenina de Francia en 2011 y 2015.
Representó al equipo nacional francés en las Olimpiadas de Ajedrez Femenino de 2010 (Rusia), 2012 (Turquía) y 2016 (Azerbaiyán), pero fue omitida del equipo francés para la edición de 2014 (Noruega), a pesar de ser la actual campeona nacional. Este hecho hizo que la elección del seleccionador del equipo fuera muy controvertida y criticada en todo el mundo, más aún cuando justo después de la Olimpiada Maisuradze volvió a ganar el Campeonato Nacional sin ninguna derrota, logrando una racha de 22 partidos sin perder contra los miembros del equipo de la Olimpiada.
Representó a Francia en los Campeonatos de Europa por equipos en 2011 (Grecia), obteniendo el 5º puesto, y en 2013 (Polonia).
Gracias al 7º puesto en la Olimpiada de Estambul 2012, la Selección Nacional Femenina de Francia se clasificó para el honorable Campeonato Mundial por Equipos entre los 10 mejores equipos del mundo, al que representó en 2013 (Kazajistán).
En el Campeonato de Francia de Clubes (Top 12) Maisuradze juega para el equipo alsaciano Bischwiller ganando 4 veces el Campeonato de Francia en categoría mixta y femenina.